# Anormogomphus kiritshenkoi
Anormogomphus kiritshenkoi е вид водно конче от семейство Gomphidae. Видът е почти застрашен от изчезване.

## Разпространение
Разпространен е в Афганистан, Индия, Ирак, Иран, Казахстан, Пакистан, Таджикистан, Туркменистан, Турция и Узбекистан.